# Rdestnica kędzierzawa
Rdestnica kędzierzawa (Potamogeton crispus L.) – gatunek byliny z rodziny rdestnicowatych. Występuje w wodach stojących Eurazji i Afryki oraz jako gatunek introdukowany na obu kontynentach amerykańskich. W Polsce na niżu jest rośliną pospolitą, rzadziej rośnie w północno-wschodniej części kraju oraz na pogórzu i w niższych położeniach górskich. Rośnie głównie w strefie elodeidów, na głębokości od 1 do 3 m.

## Morfologia

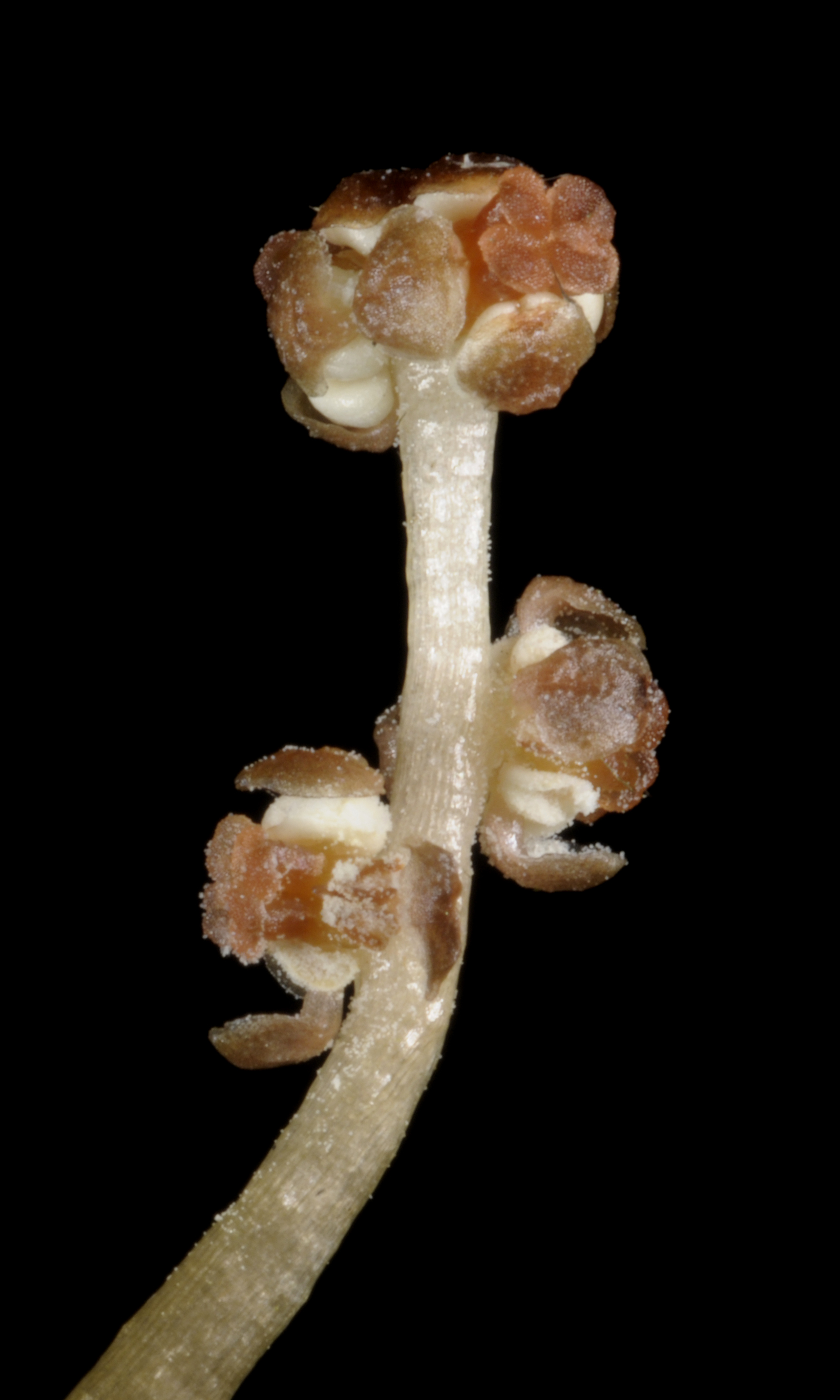
Kwiatostan

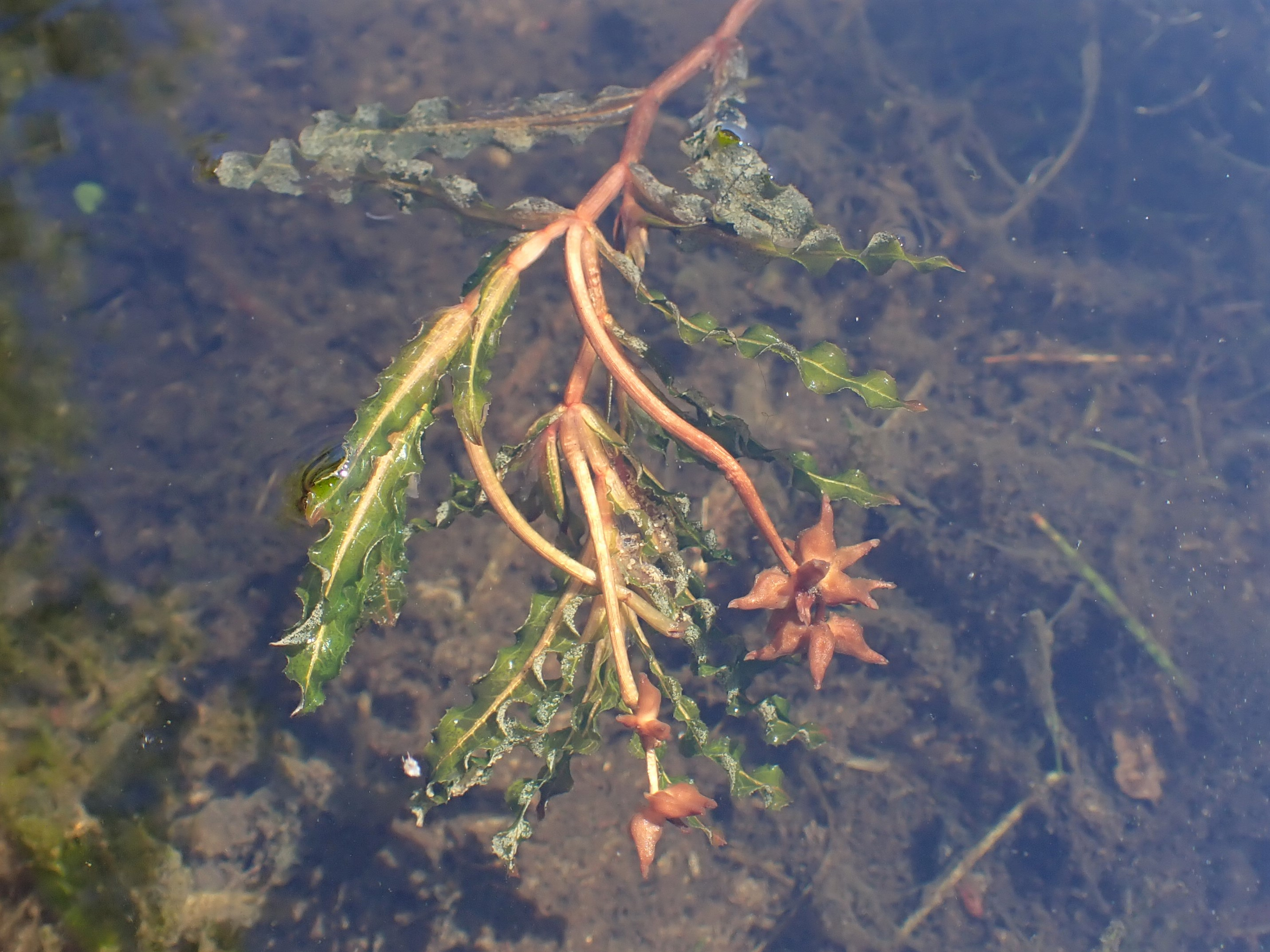
Roślina owocująca

PokrójZimozielony hydrofit o cienkich i pełzających pędach.
LiścieZanurzone w wodzie, długości do 10 cm.
KwiatyKwiatostan w formie kłosu wystającego ponad powierzchnię wody. Kwitnie od maja do jesieni.

## Zastosowanie
- Roślina uprawna: stosowana w oczkach wodnych i akwariach.